# Otto Waldrich
Otto Waldrich (* 11. September 1923 in Coburg; † 15. Juli 2017) war ein deutscher Unternehmer, langjähriger Inhaber der Firma Waldrich Coburg, Kunstmäzen und Ehrenbürger der Stadt Coburg.

## Leben und Wirken
Nach dem Abitur 1940 und nahm Otto Waldrich als Soldat am Zweiten Weltkrieg teil, zuletzt im Rang eines Leutnants. Im Jahr 1941 wurde er an der Ostfront verwundet, im Oktober 1944 folgte eine erneute Verwundung in Italien und zum Schluss kam er in Kriegsgefangenschaft.
In der Maschinenfabrik seines Vaters Adolf Waldrich lernte Waldrich von 1945 bis 1948 die Berufe Maschinenschlosser und Technischer Zeichner. Wegen Differenzen mit dem Vater wechselte Waldrich danach zu der Nürtinger Maschinenbaufabrik Gebr. Heller. Nach dem Tod des Vaters übernahm er 1950 zusammen mit seinem Schwager Bernhard Kapp die Leitung der damaligen Maschinenfabrik Adolf Waldrich, die damals 347 Beschäftigte hatte. 1986 verkaufte Waldrich, der keine Nachfolger aus der Familie hatte, sein Unternehmen aus Altersgründen an die deutsche Tochtergesellschaft des US-Konzerns Ingersoll und schied 1990 aus der Geschäftsführung aus.
Waldrich war von 1958 bis 1989 Mitglied der Vollversammlung der Industrie- und Handelskammer zu Coburg und wurde anschließend zum Ehrenmitglied ernannt. Von 1960 bis 1990 wirkte er ehrenamtlich als Mitglied der CSU-Fraktion im Coburger Stadtrat mit. Dafür wurde er mit dem Goldenen Ehrenring der Stadt Coburg und der Stadtmedaille in Silber ausgezeichnet.
Waldrich gehörte bei zahlreichen Projekten zu den großen Förderern der Coburger Landesstiftung. Daneben unterstützte er weitere soziale und kulturelle Einrichtungen. So trug er beispielsweise einen großen Anteil der Investition in Höhe von rund 5,17 Millionen Euro für den Neubau des Europäischen Museums für Modernes Glas bei Schloss Rosenau.
Waldrich verstarb am 15. Juli 2017 im Alter von 93 Jahren.

## Ehrungen und Auszeichnungen
- 14. Februar 1980: Goldener Ehrenring der Stadt Coburg
- 1980: Staatsmedaille für besondere Verdienste um die bayerische Wirtschaft[3]
- 22. Oktober 1984: Bundesverdienstkreuz 1. Klasse[3]
- 25. April 1990: Silberne Stadtmedaille der Stadt Coburg
- 25. Juli 2015: Ehrenbürgerwürde der Stadt Coburg[3]